# Kanton Allonnes (Sarthe)
Kanton Allonnes (fr. Canton d'Allonnes) je francouzský kanton v departementu Sarthe v regionu Pays de la Loire. Tvoří ho šest obcí.

## Obce kantonu
- Allonnes
- Chaufour-Notre-Dame
- Fay
- Pruillé-le-Chétif
- Rouillon
- Saint-Georges-du-Bois